# Ignasi Farreres i Bochaca
Ignasi Farreres i Bochaca   (la Pobla de Segur, 1 d'agost de 1939 - Barcelona, 11 d'octubre de 2020) fou un economista i polític català, membre d'Unió Democràtica de Catalunya. Llicenciat en ciències econòmiques i màster en direcció i administració d'empreses per ESADE. Desenvolupà la seva carrera professional a La Caixa, 
on va arribar a ser President de l'Associació de Personal i Gerent de Personal. Fou Conseller de Treball de la Generalitat de Catalunya dels governs de Jordi Pujol durant tres legislatures consecutives, de 1988 a 1999.
Impulsà el traspàs a la Generalitat de les competències en la formació dels aturats així com el Servei Català de Col·locació, posteriorment anomenat SOC. De convicció democristiana, es va afiliar a Unió Democràtica de Catalunya el 1976 i fou vicepresident el 1992 i secretari general el 1996, sent un dels homes de confiança de Josep A. Duran i Lleida. L'any 1999 fou nomenat president d'Unió Democràtica de Catalunya, però dimití al novembre del 2000 en ser investigat pel cas Treball de desviació de fons públics, del qual acabà absolt. Va morir l'11 d'octubre de 2020 als 81 anys.